# Benoît Frèrejean
Pour les articles homonymes, voir Frerejean.
Benoît Frèrejean (né le 25 octobre 1802 à Lyon et mort le 15 juin 1871 au château des Charmes à Guéreins) est un maître de forges français, membre de la famille Frèrejean.
Il est le seul propriétaire des forges, mines et hauts-fourneaux de Cran en Savoie à partir de 1859.
Il est également le représentant d'une troisième génération de métallurgistes lyonnais, héritier de son père Louis Frerejean et de son grand-père Antoine Frerejean.

## La tradition métallurgiste
Antoine Frerejean (1737-1789), négociant et importateur de cuivre, fonde l'entreprise quand il achète, en 1774, près de Vienne, une fonderie de ce métal. Ses deux fils lui succèdent : Georges (né le 6 octobre 1760) et Louis (né le 8 août 1762) épousent les deux sœurs, Jeanne et Aimée Grangé.
Louis Frerejean, acquéreur du site de Terrenoire (Saint-Jean-Bonnefonds, près de Saint-Étienne) en 1819, est le véritable fondateur de la première société lyonnaise (en 1821) : la SA des fonderies et forges de la Loire et de l'Isère, au capital de 1,2 million, dont l'ampleur lui fait finalement perdre le contrôle et la direction de l'entreprise. 
Il se consacre désormais à son entreprise savoyarde (Mines et hauts-fourneaux de Cran), reprise, après son décès en 1832, par ses fils Louis-Marie Frèrejean (né le 5 avril 1792) et Benoît Frèrejean (né le 3 brumaire XI).
Un an après le décès accidentel de son frère Louis-Marie Frèrejean en 1845, Benoit Frèrejean devenu propriétaire de l'ensemble de Cran, cédera la moitié des parts de la société à Tardy frères en 1846 qui devinrent associés. Mais en 1859, cette association fut dissoute et Benoit Frèrejean resta le seul propriétaire des forges.  

## Les forges de Cran
Contrairement à nombre d'usines alpines installées au cœur des vallées et souvent isolées, l'usine des Forges et Fonderies de Cran (ou de Crans) est implantée à proximité d'un grand centre urbain : Annecy. C'est là un trait d'originalité qui explique d'une part son ancienneté et la nature de sa fabrication. Le site produit d'abord du fer blanc car l'aluminium demandait une très forte consommation en énergie. Avant l'essor de la houille blanche l'industrie haut-savoyarde reste très dépendante des ressources naturelles et se confine aux débouchés intérieurs. La mise en place de la voie ferrée après 1875 et la construction d'un réseau routier donne un coup de fouet au développement industriel. Avec l'annexion française, les industries les plus importantes parviennent à adapter leur outil de production et leurs activités au réseau hexagonal. Les origines de l'usine remontent au XVIIIe siècle. Durant 200 ans, l'usine a connu bien des évolutions techniques.
En 1817, l´entreprise est reprise par l´industriel Louis Frerejean qui assure le développement du site. L´industriel lyonnais lui donne le nom de Manufacture Royale de la Tôle et du Fer-blanc établie au hameau de Cran (ou de Crans). En 1819, l´usine est reconnue comme Manufacture Royale par le pouvoir central de Turin. En 1826, l'usine adopte le puddlage pour affinage de la fonte et démarre les premiers laminoirs pour la fabrication des tôles. En 1838, un haut fourneau est mis en service.
Le rattachement en 1860 de la Savoie à la France, marque à la fois l'apogée mais aussi le déclin de la société qui emploie alors 6 000 employés et qui comprend : un haut fourneau à bois, 6 feux comtois au charbon de bois, 2 fours à puddler, 2 fours à gaz pour le réchauffage du fer, 3 fours à tôles, 8 paires de cylindres pour le laminage du fer en barres, 2 laminoirs à tôles, des martinets et une fonderie pour pièces de fonte ; 
Après la réunification à la France en 1860, la manufacture de Cran déclinera rapidement, perdant subitement ses débouchés commerciaux vers le Piémont et quatre ans plus tard licenciera 4 000 employés ; les forges perdant d'un coup leurs débouchés licencieront les 2/3 de leur personnel. Il fallut se contenter d'affiner et de mouler de la fonte étrangère. 
À partir du 1er avril 1863, la société prend le nom de Société Frerejean, Roux et Cie. Benoît Frèrejean, s'associe alors à Henry Roux de Bézieux, son cousin. 
Le site de Cran-Gevrier fonctionne alors avec les forges de Pont-Évêque qui se spécialisent dans le cuivre. 
En 1864, Benoît Frèrejean décide de se retirer à l'âge de 62 ans de la direction des forges de Cran et s'installe dans l'Ain à Guéreins dans sa propriété du château des Charmes. Son fils aîné, Stanislas Frèrejean, poursuit alors la tradition familiale métallurgiste avec la création du haut fourneau de Reynès en 1860.
À partir du 21 juin 1890 la société Anonyme des Fonderies et Forges de Crans passe sous le contrôle majoritaire conjoint des familles Frèrejean et Roux de Bézieux.  
Au cours du XXe siècle, le contrôle historique des Fonderies et Forges de Crans par les deux familles s'effaça progressivement pour laisser place à de nouveaux propriétaires du site industriel.  
Aujourd'hui, la société existe toujours à Cran-Gevrier et appartient au groupe financier américain AIAC sous la dénomination sociale : Compagnie Alpine d'Aluminium. 